# Pen Duick II
Pen Duick II est un voilier de type ketch avec lequel Éric Tabarly a gagné la Transat anglaise en 1964. 
Il doit son nom au premier bateau d'Éric Tabarly (Pen Duick, qui signifie « tête noire » en breton et qualifie une mésange noire, construit en 1898 par les chantiers Fife en Écosse). Sa conception est issue de la série des Tarann dessinés et réalisés par Gilles Costantini dont le Margilic V qui a servi de bateau d’entraînement à Tabarly en 1963. 

## Historique
Ce voilier a subi plusieurs modifications au cours de son existence, dont une transformation du gréement de ketch en goélette à wishbone, et une troncature de la poupe.
Ces modifications étaient destinées à courir en 1966 la course américaine Bermuda Race (que Tabarly et son équipage dominèrent pendant une partie du trajet avant de faire une option stratégique peu inspirée), en mettant le bateau en conformité avec la jauge du CCA (Cruising Club of America).
Vendu ensuite à l'École Nationale de Voile de Beg Rohu (Quiberon), dans des conditions qui firent débat à l'époque, Pen Duick II navigua quelques années à l'ENV puis fut tiré à terre dans les années 70 et relégué au rang d'objet décoratif sur le parking situé à l'entrée de l'école.
Vu sa construction en bois assez mince et faute d'un entretien minutieux, il ne tarda pas à se détériorer de façon presque irrémédiable, au point que lors de sa restauration il fallut remplacer le pont, tous les bordés en contreplaqué (panneaux de dimensions spéciales fabriqués à l'unité) et une partie de membrures, ne laissant d'original que la quille, les membrures principales, le mât et l'accastillage.
En 1994, l’École nationale de voile et des sports nautiques (ENVSN) l'a entièrement restauré dans son état d’origine. Il naviguera dans le cadre des formations et stages de l'ENVSN et participera à de nombreuses régates de yachts classiques (skipper David Alexandre).
En mai 2016, Loïc Peyron prend le départ de "The Transat Bakerly", nouveau nom de la Transat anglaise, à la barre de Pen Duick II, en hommage à Éric Tabarly.
En 2018, il est confié à l'Association Éric Tabarly qui l'entretient et le fait naviguer dans un cadre associatif.

## Caractéristiques
- Commanditaire : Éric Tabarly

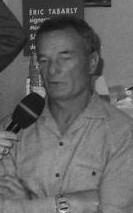
Éric Tabarly.

- Armateur : Éric Tabarly puis l'ENV
- Chantier : Costantini
- Architecte : Gilles Costantini
- Lancement : 1964
- Ports d'attaches : Saint-Pierre-Quiberon (Ecole Nationale de Voile et des Sports Nautiques) et Cité de la voile Éric Tabarly (Lorient).

### Coque
La coque est en contreplaqué marine, à double bouchain (coque formée par six panneaux).
- Longueur coque : 13,60 m
- Longueur à la flottaison (plan): 10,00 m
- Longueur à la flottaison réelle : env 10,90 m
- Maître-bau : 3,40 m
- Largeur à la flottaison : 2,78 m
- Déplacement lège : 5 430 kg[3]
- Lest : 2 500[3] ou 3 000 kg[4]
- Déplacement en charge : 6 500 kg
- Appendices : quille fixe à bulbe, safran suspendu sous la voûte

### Voilure
- Surface de voilure au près : 61,20 m2
- Surface de voilure au portant : 111,60 m2
- Surface grand-voile : 21,60 m2
- Surface artimon : 10 m2
- Surface yankee : 29,60 m2
- Surface trinquette : 16,40 m2
- Surface voile d'étai : 25 m2
- Matériau : Tergal

- Surface spi : 82 m2
- Matériau spi : Nylon

### Motorisation
(absente en 1964)
- Type : diesel
- Puissance : 20 chevaux
- Transmission : ligne d'arbre
- Carburant : gazole
- Capacité carburant : 50 litres

### Bulle de navigation

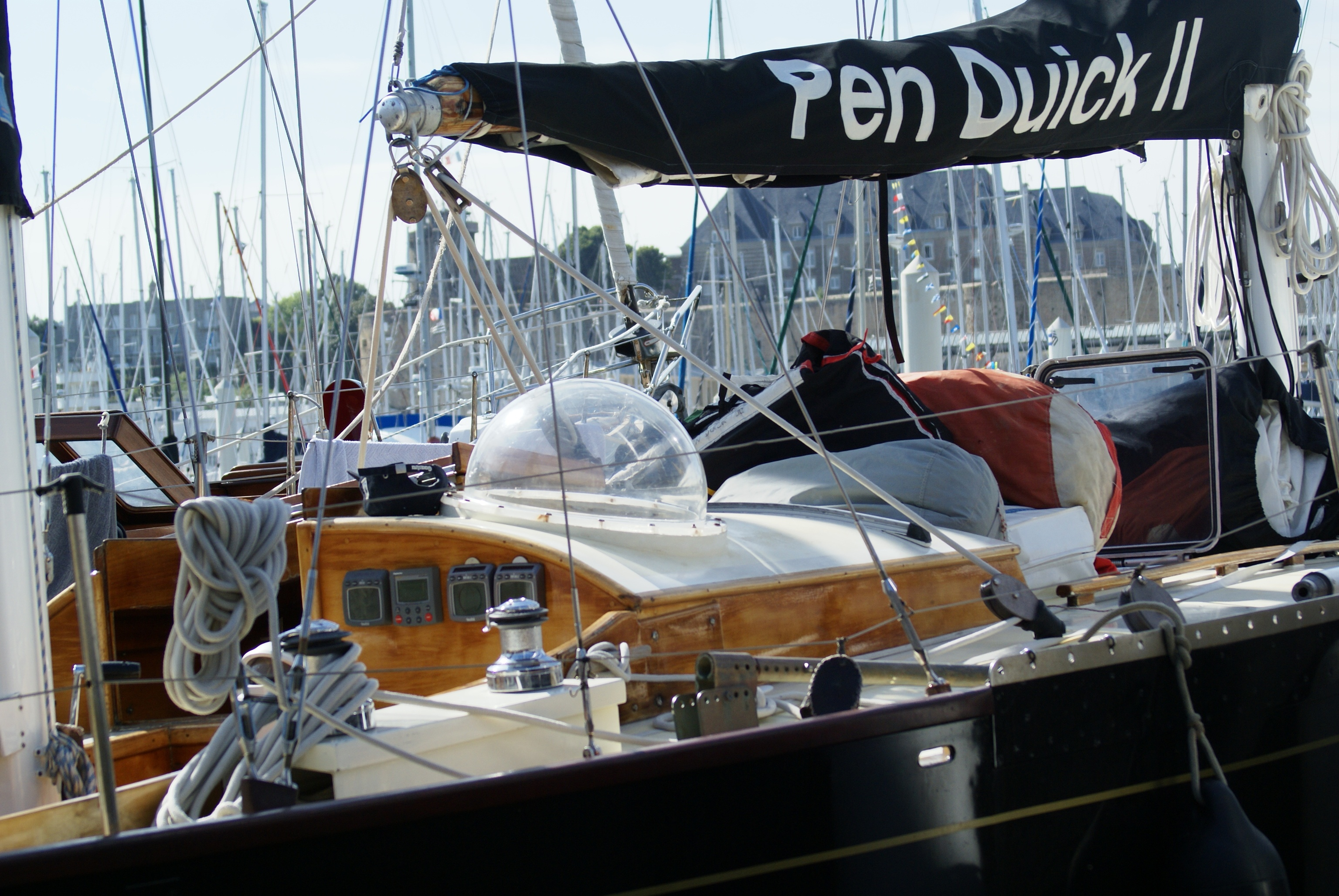
La bulle de navigation de
Pen Duick II.

La bulle de barre intérieure en plexiglas permettant de barrer à l'abri des embruns et faire le point, inspirée d'une idée de Marcel Bardiaux, provient d'un astrodôme d'un hydravion, acheté chez un casseur du Poulmic, Éric Tabarly ayant par ailleurs été formé dans l'aéronautique navale dès 1952, d'où cette idée venue de son expérience dans l'aviation.

### Intérieur
Pour l'anecdote, Éric Tabarly, utilisa une selle de Harley-Davidson en cuir comme siège de table à cartes et pour cuisiner confortablement.
Cet intérieur, reproduit à l'identique, est visible à l'espace muséographique de la cité de la voile Éric Tabarly de Lorient.
- Hauteur sous barrots : 1,70 m maxi sous roof
- Cabines : 2
- Toilettes : 1
- Capacité eau douce : 200 litres

### Autres
- Catégorie de navigation : 1

## Palmarès dePen Duick II
- 23 mai-19 juin 1964 : Vainqueur de la transatlantique anglaise en solitaire Plymouth-Newport[8]
- 7 août 1965 : Fastnet Race – 22e en classe II
- 12 juin 1966 : vainqueur Oyster Bay – Newport
- juin 1966 : Newport – Les Bermudes : 5e en classe II
- 1er juillet 1966 : Les Bermudes – Copenhague : abandon

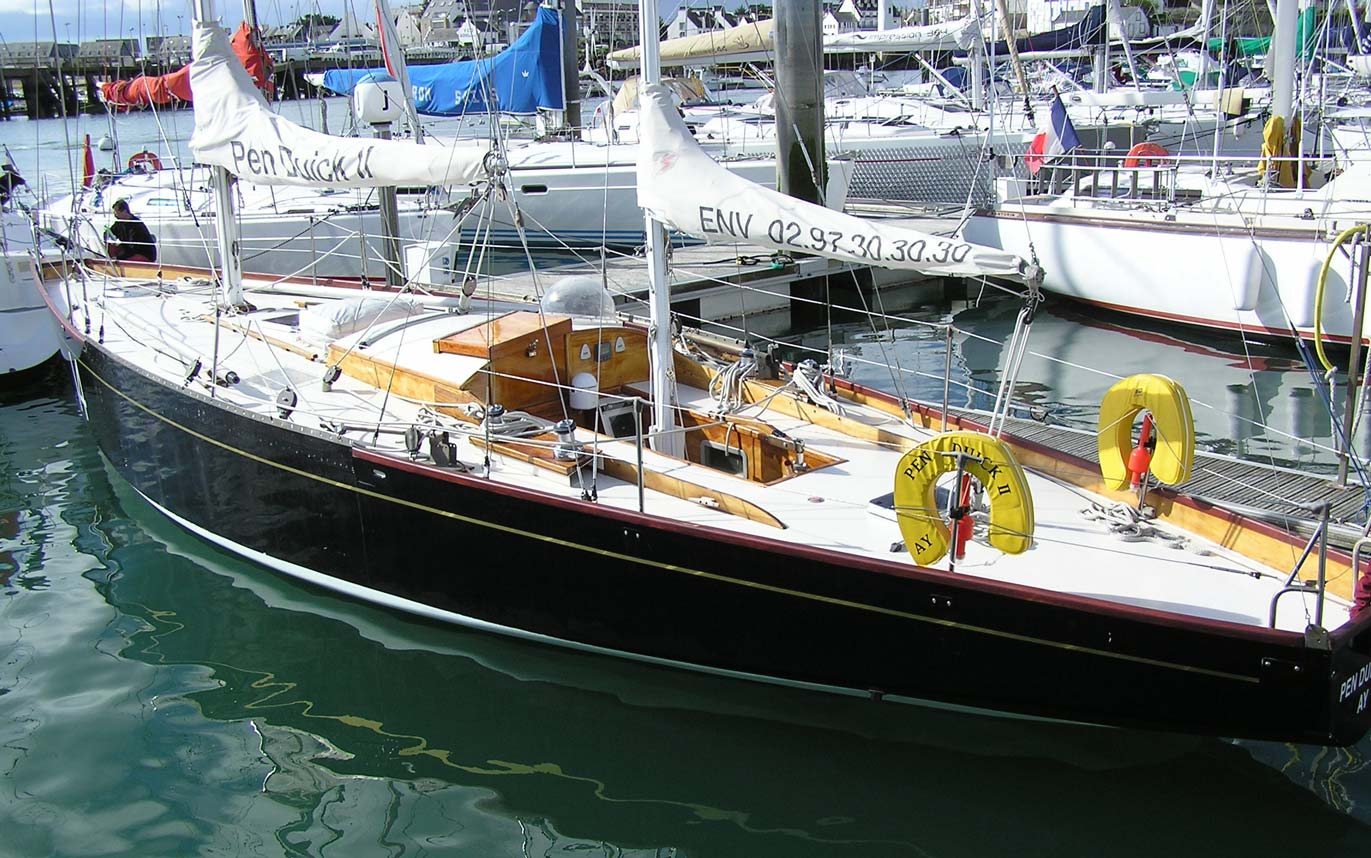
Pen Duick II amarré à Port Haliguen en Bretagne en 2006.
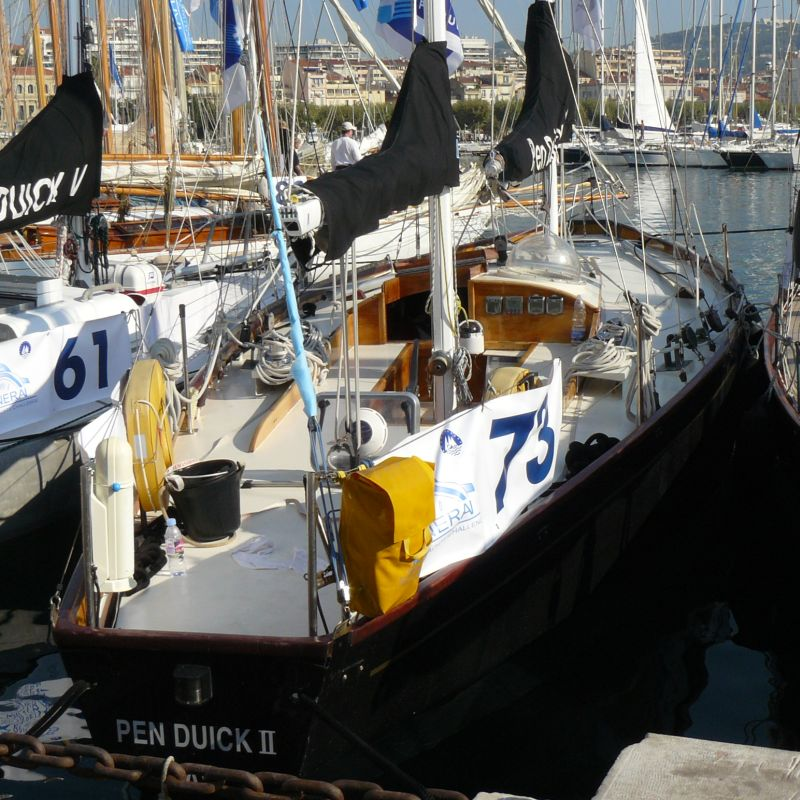
Pen Duick II amarré à Cannes lors des régates royales de 2009.
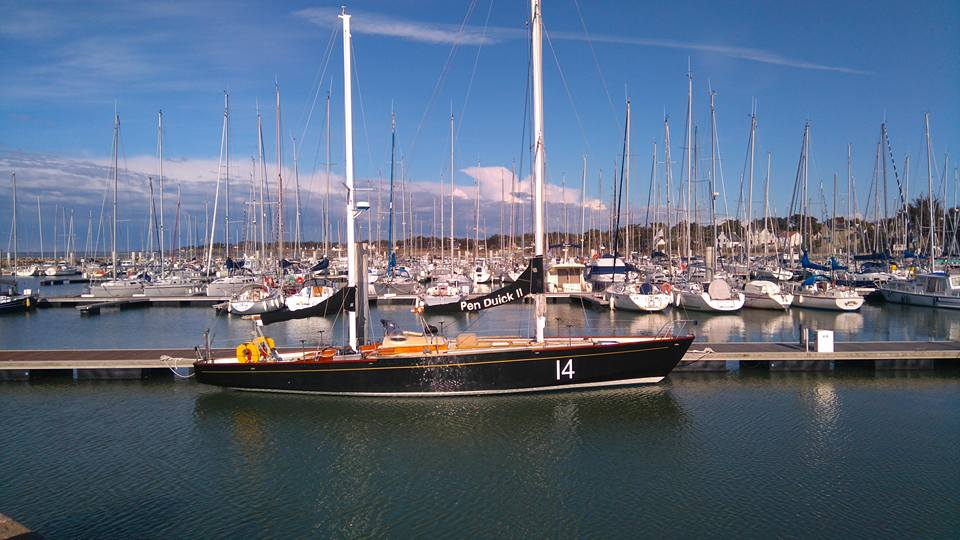
Pen Duick II amarré à Piriac en avril 2016.